# Take a Pebble
 (octobre 2018).
Si vous disposez d'ouvrages ou d'articles de référence ou si vous connaissez des sites web de qualité traitant du thème abordé ici, merci de compléter l'article en donnant les références utiles à sa vérifiabilité et en les liant à la section « Notes et références ».
Pistes de Emerson, Lake and Palmer
The Barbarian (instrumental) 
(A1) Knife-Edge
(A3)
Take a Pebble est une chanson du groupe de rock progressif britannique Emerson, Lake and Palmer. C'est la deuxième piste de leur premier album, sorti le  20 novembre 1970. Elle a été écrite par Greg Lake et arrangée par le groupe entier.

## La chanson

### Description
La chanson,  qui débute comme une douce ballade,, emprunté une structure en boucle de type A-B-C-B-A. Sur l'enregistrement original, Keith Emerson commence à faire entendre les notes du piano (sans que les marteaux frappent les notes) tout en grattant les cordes du piano à queue, Greg Lake entre à la basse et Carl Palmer à la subtile percussion. Emerson passe ensuite à un piano à main ascendant  et descendant rapide en Mi bémol mineur dans les 8 premières mesures de la première section "A"  alors que Lake commence à chanter : « Just take a pebble and cast it to the sea. » (« Prends un caillou et jette-le dans la mer. »)
Emerson revient à gratter les cordes du piano à queue avec un plectre entre la première et la deuxième section "A". Un court interlude de piano mène à une section de jazz composé de groupes où le thème de Lake a déjà été chanté est développé et élargi beaucoup plus loin (sur l'enregistrement original, un autre interlude de piano conduit à gratter les cordes du piano).
La courte section de guitare acoustique de style folk de Greg Lake qui suit au milieu de l'enregistrement original, où Lake passe brièvement de la basse, avec Palmer jouant des sons de percussions semblables à de l'eau, puis une section rythmique d'accords de guitare grattée, avec les applaudissements des 2 et 4 suivis des arpèges de guitares pincés, donnent une idée de ce à quoi le style original de la chanson pouvait ressembler, avant l'arrangement d'Emerson de la majorité de la pièce. Puis un autre interlude de piano mène à l'improvisation d'un groupe de jazz modal, suivi de la "tête" et de la coda,.

### Interprétation
Dans les premières versions live de la pièce, comme ou peut le voir dans le film de concert Pictures at an Exhibition (it) du Lyceum en décembre 1970, Lake chantait quelques vers du standard de folk Old Blue (en) vers la fin de son interlude acoustique. Dans les versions live suivantes de Take a Pebble, la chanson de Greg Lake Lucky Man (et plus tard Still... You Turn Me On suivi de Lucky Man, comme enregistré sur l'album live Welcome Back My Friends to the Show That Never Ends) a été ajouté à la section de guitare acoustique de style folk de Greg Lake, suivi d'un solo Keith Emerson jazz et blues piano medley de mélodies (que le groupe se jondra à la fin de), suivi par une improvisation du groupe de Take a Pebble qui se déplacent entre le Fa mineur et le Mi bémol mineur (mettant souvent en vedette Palmer aux timbales), puis la conclusion de la pièce.
La section de guitare acoustique de style folk de Greg Lake et/ou le format d'insertion d'autres chansons de Greg Lake dans Take a Pebble a été complètement abandonné et Emerson exécute généralement une improvisation de piano solo plus courte (basée sur Fa-mineur ostinato) suivi de l'improvisation du groupe de Take a Pebble, puis la conclusion de la pièce (voir le DVD Emerson, Lake and Palmer - Live at Montreux 1997 (it)).

## Musiciens
- Keith Emerson - piano
- Greg Lake - guitare acoustique, basse, chant
- Carl Palmer - batterie, percussion